# Marjorie Sweeting
Pour les articles homonymes, voir Sweeting.
Marjorie Mary Sweeting (née le 28 février 1920 et décédée le 31 décembre 1994 à Oxford) est une géomorphologue britannique spécialisée dans les phénomènes karstiques.
Marjorie Sweeting a acquis et transmis des connaissances approfondies sur divers reliefs karstiques, grâce à ses observations en Grèce, en Australie, en Tchécoslovaquie, aux États-Unis, au Canada, en Afrique du Sud, au Belize mais surtout en Chine. Elle publie Karst Landforms (paysages karstiques) (Macmillan 1972) et Karst in China: its Geomorphology and Environment (Le karst en Chine : sa géomorphologie et son environnement) (Springer 1995) ; ce dernier est le premier compte rendu occidental complet du karst chinois,. 
Elle est une scientifique de renommée internationale dans son domaine, une des rares femmes géomorphologues dans un domaine alors dominé par les hommes.

## Jeunesse
Marjorie May Sweeting est la fille de George Scotland Sweeting et de sa femme Ellen Louisa Liddiard à Fulham en 1920. Elle est enfant unique. Son père, GS Sweeting, est professeur de géologie à l'Imperial College de Londres et sa mère, une pianiste

## Formation
Ses études secondaires ont lieu à la Mayfield School (en) à Londres. Elle est ensuite diplômée du Newham College, à Cambridge en 1981, pour être acceptée en 1942 au Newnham College de Cambridge pour seulement un an, avant d'y revenir en 1945 à la fin de la guerre. En effet, ne pouvant pas poursuivre ses études pendant la Seconde Guerre mondiale, elle est pendant cette parenthèse entre 1943 et 1945, professeur de géographie à la Howell's School (en) à Denbigh, au nord du Pays de Galles, Howell's School, Llandaff (en). De retour à Cambridge, elle soutient finalement sa thèse de doctorat "Les reliefs sur le calcaire carbonifère du district d'Ingleborough dans le nord-ouest du Yorkshire" ("The Landforms on Carboniferous Limestone of the Ingleborough District in N.W. Yorkshire") en 1948.

## Carrière
À la suite de son doctorat obtenu en 1948 avec le sujet "The Landforms of the Carboniferous Limestone of Ingleborough District, NW Yorkshire" , Marjorie Sweeting est en 1951, nommée chargée de cours et directrice des études de géographie au St. Hugh's College. En 1983 elle est nommée directrice par intérim de l'école. Elle est aussi maître de conférences et chargée de cours à l'Université d'Oxford de 1954 à 1987.  
Marjorie Sweeting fait partie de la Commission Karst de l'Union géographique internationale, où elle travaille sur un nouveau projet intitulé Man's Impact on the Karst (les impacts de l'Homme sur le Karst). Elle travaille également avec Gordon Warwick en appui à l'Union internationale de spéléologie où elle esr chargée de la dénudation karstique.  
Elle dirige aussi une expédition en Malaisie intitulée «Expedition to Gunung Mulu» de 1977 à 1978. Elle en est directrice de programme Landform and Hydrology Survey pour la Royal Geographical Society. L'expédition vise à observer la vitesse de l'érosion et la rapidité avec laquelle la terre se forme dans une forêt aux conditions équatoriales. Marjorie Sweeting prend sa retraite en 1987. 
Une caractéristique majeure de la carrière de Marjorie Sweeting est son influence sur des générations d'étudiants et de diplômés. Les samedis et les semaines de vacances, elle organisait des excursions pour les étudiants de premier cycle, leur présentant les grottes et les plaisirs des paysages karstiques.

## Réalisations
Marjorie Sweeting contribue à la compréhension et à la connaissances des phénomènes et paysages karstiques. Elle reçoit de nombreux prix, notamment du Gill Memorial Prize et de la Royal Geographical Society (1955), le certificat de mérite de la National Speleological Society of America (1959), membre honoraire de la Cave Research Foundation of America (1969), et la Médaille Busk (1980).
Marjorie Sweeting est nommée conférencière universitaire CUF en 1953. Elle reçoit la distinction d'un lectorat personnel en 1977.
En raison de son travail important et révolutionnaire dans le domaine de la géomorphologie, la British Society for Geomorphology créé un prix portant son nom, "The Marjorie Sweeting Award", en 2008. Ce prix de 200 £ récompense la meilleure thèse de premier cycle dans le domaine de la géomorphologie dans n'importe quelle université du Royaume-Uni.

## Retraite
À la suite de son départ en retraite en 1987, Marjorie Sweeting poursuit ses recherches sur le karst en Chine, qui aboutissent à son dernier travail académique, «Karst en Chine: sa géomorphologie et son environnement», publié à titre posthume en 1995. Ainsi même après son départ en retraite, elle reste passionnée par son travail et continue à plaider en faveur d'études et de recherches effectuées sur le sujet.

## Femme de science
Pendant une grande partie de sa carrière, Marjorie est l'une des rares femmes géographes en Grande-Bretagne. Reconnue de façon internationale, elle est l'autrice de plus de soixante-dix publications différentes tout au long de sa vie. Elle est probablement la femme géomorphologue la plus connue et la plus influente de son temps. Un numéro spécial de «Zeitschrift für Geomorphologie» sur «Le karst tropical et subtropical» est publié en son honneur en 1997. 

## Voir également
- Chronologie des femmes dans la science